# Pavel Ploc (biatlonista)
Pavel Ploc (26. prosince 1943 Pardubice – 3. února 2024) byl československý biatlonista. Závodil za Duklu Liberec a RH Harrachov. Jeho synem je skokan na lyžích a politik Pavel Ploc.

## Lyžařská kariéra
Na X. ZOH v Grenoble skončil v závodě jednotlivců na 20 km na 15. místě. Na XI. ZOH v Sapporu skončil v závodě jednotlivců na 20 km na 47. místě a ve štafetě na 12. místě. Startoval v letech 1965–1974 pětkrát na mistrovství světa v biatlonu, nejlépe skončil na 8. místě v závodě jednotlivců a na 4. místě ve štafetě v Zakopaném v roce 1969. Získal celkem 24 titulů mistra Československa, ve velkorážném biatlonu, malorážném biatlonu a ve štafetě.